# Notre-Dame-de-la-Falaise
Notre-Dame-de-la-Falaise, parfois appelée Notre-Dame-des-Flots  est un ensemble statuaire monumental situé à Mers-les-Bains en France.

## Description

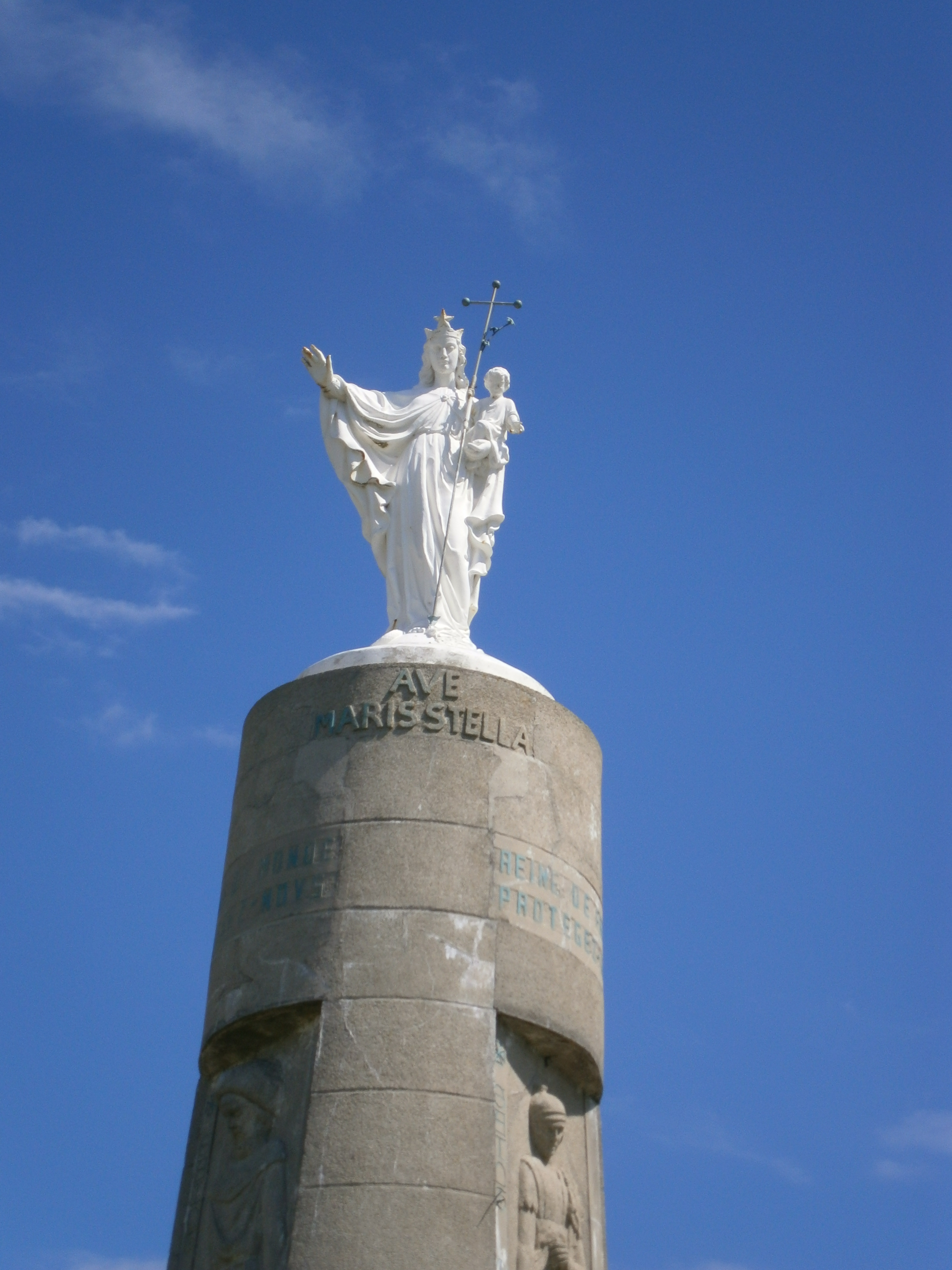
La statue de Notre-Dame-de-la-Falaise

La statue représente la Vierge à l'Enfant couronnée d'une étoile. Elle date de 1878. Elle est orientée vers la mer, afin d'en protéger les marins.
Elle est placée sur un socle de 7 mètres qui date de 1955 (après la destruction du socle d'origine pendant la Seconde Guerre mondiale). Le socle est en briques recouvert d'un glacis de ciment, il se trouve au-dessus d'un blockhaus allemand. Sur ce socle le sculpteur local Marie-Josèphe Cotelle-Clère réalisera trois bas-reliefs qui représentent les saints patrons des trois « villes sœurs » : Saint Martin pour Mers-les-Bains, Saint Jacques pour Le Tréport et Saint Laurent pour Eu.
Au sommet et au pied de la Vierge figure l'inscription latine : « AVE MARIS STELLA » qui signifie « Salut, étoile de la mer ». Sur les faces latérales du piédestal se trouvent trois inscriptions : « Reine de France Protégez-nous », « Reine du Monde Unissez-nous » et « Reine de la Paix Veillez sur nous ».

## Histoire

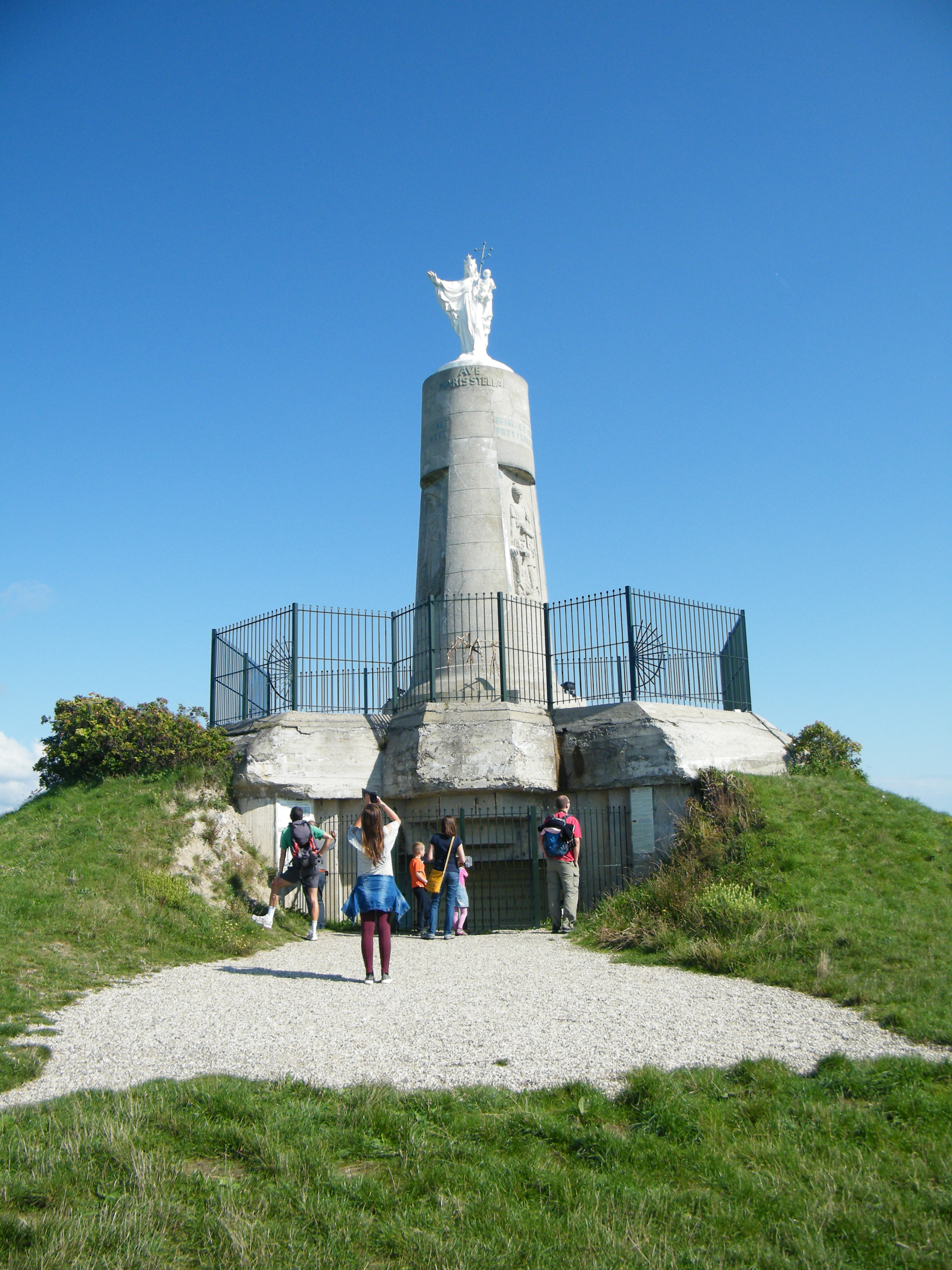
La statue et son socle en 2017

L'élévation d'une statue de la Vierge Marie au sommet de la falaise surplombant Mers-les-Bains est décidée à l'initiative du curé de la ville, l'abbé Pille, durant les années 1870. Elle est inaugurée le 18 août 1878, sous le nom de Notre-Dame-des-Flots ou Notre-Dame de la Falaise en présence de plus de 6 000 personnes. Elle est l'œuvre d'un artiste beauvaisien du nom de Michaut. La statue surmonte alors un imposant piédestal de briques et de silex.x
Chaque année, le 15 août ainsi que lors des communions solennelles, les fidèles s'y rendaient en procession pour honorer la Vierge Marie et solliciter sa protection. Pendant la Première Guerre mondiale, les mères avaient coutume d'y monter y prier pour leurs fils partis au front.
Peu à peu, le socle de la statue se couvrit d'ex-voto en remerciement des grâces attribuées à la Vierge. Les pêcheurs des environs avaient également pour habitude de se signer lorsqu'ils passaient à  sa hauteur à chaque départ en mer.
En 1942, pendant l'Occupation, les édiles de la commune furent contraints de descendre la statue sous les injonctions allemandes qui craignaient qu'elle ne serve de repère aux avions et navires alliés. Elle fut donc amenée en procession jusqu'en ville et placée près de l'abri Saint-Martin, non loin de l'église, où les processions continuèrent. Le socle fut détruit.
Emmenée par Georges Malot, la statue est réinstallée sur la falaise le 15 août 1955 par Henri Prevost (charpentier). Elle est placée sur un monument en brique haut de 7 mètres et recouvert d'un glacis de ciment. L'ensemble est posé sur un ancien blockhaus du mur de l'Atlantique. Cette localisation originale fit dire la même année à l'abbé Guibert, curé de Mers-les-Bains, que « cette œuvre de paix repose sur une œuvre de guerre ».
Le blockhaus lui-même est aménagé en oratoire jusqu'à sa fermeture, par mesure de sécurité, en 1975. Mais à l'initiative de l'association de sauvegarde, les "Compagnons de st-Martin", l'oratoire est réhabilité en 2015 et retrouve son esprit originel de 1955. À noter aussi que grâce à cette Association, la statue est éclairée chaque nuit, depuis 1998 et qu'un projet d'amélioration d'éclairage de la colonne soutenant la Statue, est d'actualité en 2016.